# Michiko Hada
Pour les articles homonymes, voir Hada.
Michiko Hada (羽田美智子, Hada Michiko), née le 24 septembre 1968 à Mitsukaidō (préfecture d'Ibaraki, au Japon), est une actrice japonaise.

## Biographie
Michiko Hada est l'épouse du chanteur Toshiaki Hirobe (ja).

## Filmographie sélective
- 1994 : Rampo de Kazuyoshi Okuyama (ja) : Shizuko
- 1995 : Hitodenashi no koi (人でなしの恋?) de Masako Matsūra (ja)
- 1997 : Setōchi mūnraito serenāde (瀬戸内ムーンライト・セレナーデ?) de Masahiro Shinoda : Komachi
- 1998 : Les Fleurs de Shanghai (海上花, Flowers of Shanghai) de Hou Hsiao-hsien : Rubis
- 1999 : Salaryman Kintarō (サラリーマン金太郎, Sararīman Kintarō?) de Takashi Miike : Masumi Nakamura

## Distinctions
Sauf indication contraire, les informations mentionnées dans cette section peuvent être confirmées par la base de données cinématographiques IMDb,  présente dans la section « Liens externes ».

### Récompense
- 1995 : révélation de l'année pour Rampo aux Japan Academy Prize[2]

### Sélection
- 1996 : prix de la meilleure actrice pour Hitodenashi no koi aux Japan Academy Prize[3]